# Fehlkonzept
Ein Fehlkonzept bezieht sich in der Lerntheorie auf ein unzureichendes, unzutreffendes oder – mit Blick auf vorliegende Daten und Informationen – unvollständiges Verständnis eines Sachverhalts oder einer Theorie, das in einem Lernenden verankert ist. Fehlkonzepte können sich negativ auf den Lernprozess und das Verständnis von komplexen Zusammenhängen auswirken und sind darum von besonderem didaktischen Interesse. Die Identifizierung und Korrektur von Fehlkonzepten ist eine wichtige Aufgabe der pädagogischen Forschung und Lehre.

## Ursachen von Fehlkonzepten
Fehlkonzepte können aus verschiedenen Quellen stammen:
- Intuitive Vorstellungen: Lernende können aufgrund ihrer Alltagserfahrungen intuitive Vorstellungen über bestimmte Themen entwickeln (Präkonzepte), die sich später als falsch erweisen.[4]
- Unvollständige oder falsche Informationen: Fehlkonzepte können entstehen, wenn Lernende unvollständige oder falsche Informationen erhalten, sei es aus Lehrmaterialien, von Lehrkräften oder anderen Quellen.
- Übergeneralisierung: Lernende können aus einer begrenzten Anzahl von Beispielen falsche Schlussfolgerungen ziehen und diese auf andere Situationen übertragen.[5]
- Kommunikationsbarrieren: Missverständnisse zwischen Lehrkräften und Lernenden können dazu führen, dass Fehlkonzepte unentdeckt bleiben oder sich weiter verfestigen.
- Populärwissenschaftliche Bücher, TV-Sendungen, aber auch (Grund-)Schulen etc. können dazu neigen, Phänomene vereinfachend, etwa durch Analogien oder Vergleiche, zu erklären.

## Identifizierung von Fehlkonzepten
Um Fehlkonzepte zu identifizieren, können verschiedene Methoden eingesetzt werden:
- Diagnostische Tests: Lehrkräfte können Tests entwerfen und nutzen, die speziell darauf abzielen, Fehlkonzepte aufzudecken, indem sie typische Fehlermuster berücksichtigen. Hier zahlt es sich häufig aus, auf bestehende, validierte Instrumente zurückzugreifen, die Vergleiche zu anderen Kursen zulassen (ein klassisches Beispiel ist das Force Concept Inventory[6], welches in viele Sprachen übersetzt wurde[7]).
- Fragebögen: Fragebögen können dazu verwendet werden, um Lernende nach ihren Meinungen und Vorstellungen zu bestimmten Themen zu befragen und dadurch Fehlkonzepte zu entdecken, die noch nicht bekannten typischen Fehlmustern entsprechen. Im Gegensatz zu typischen diagnostischen Tests enthalten diese häufig Aufforderungen zum Ausfüllen von Freitextfeldern oder dem Zeichnen von Concept-Maps.
- Beobachtung: Lehrkräfte können den Lernprozess beobachten und Fehlkonzepte identifizieren, indem sie auf Schwierigkeiten oder Widersprüche im Verständnis der Lernenden achten.
- Interviews: Gezielte Gespräche mit Lernenden können dazu beitragen, Fehlkonzepte aufzudecken und zu klären.

## Korrektur von Fehlkonzepten
Die Korrektur von Fehlkonzepten erfordert einen gezielten Ansatz, der die individuellen Bedürfnisse der Lernenden berücksichtigt:
- Aufklärung: Lehrkräfte sollten die Fehlkonzepte direkt ansprechen und erklären, warum sie unzutreffend sind. Bei tiefverankerten Fehlkonzepten ist dies jedoch oft nicht zielführend, da Lernende neue Information weitgehend versuchen, in bestehende Muster einzubinden oder alternativ zu ignorieren.
- Konfrontation mit Gegenbeispielen: Lernende sollten mit Gegenbeispielen konfrontiert werden, die ihre Fehlkonzepte in Frage stellen.[8] Insbesondere das Hervorlocken, Konfrontieren und darauffolgende Auflösen von Widersprüchen kann sehr effektiv sein, was zum Beispiel mit forschungsbasierten Tutorials erreicht werden kann.[9][10]
- Förderung des kritischen Denkens: Lernende sollten dazu angeregt werden, ihre eigenen Annahmen und Überzeugungen zu hinterfragen und sich mit alternativen Erklärungen auseinanderzusetzen. Typische Fragen hier sind auch, wohin eine Annahme in einer veränderten Situation führen könnte.

Im Rahmen des Konstruktivismus wird darauf hingewiesen, dass Fehlkonzepte nicht einfach als „falsch“, „unbrauchbar“ oder gar „ungebildet“ abgetan werden, sondern als „Wissen im Übergang“ („Knowledge in Transition“) als Teil des Lernprozesses anerkannt werden. Das selbständige Auflösen sich widersprechender Konzepte und Fehlkonzepte ist eine der nachhaltigsten Lernmethoden.